# Claudia Grehn
Claudia Grehn (* 8. Januar 1982 in Wiesbaden) ist eine deutsche Dramatikerin.

## Leben
Claudia Grehn wurde in Wiesbaden geboren und wuchs in Trier auf. Sie absolvierte den Studiengang Szenisches Schreiben an der Universität der Künste Berlin (UdK). 
Für ihre ersten beiden Theaterstücke, Heimlich Bestialisch und Ernte, erhielt sie den Förderpreis für neue Dramatik am Stückemarkt des Berliner Theatertreffens sowie den Kleist-Förderpreis. Im Auftrag des Maxim-Gorki-Theaters in Berlin übersetzte sie 2007 gemeinsam mit dem Dramatiker und Intendanten Armin Petras das Stück Gehen wir, der Wagen wartet des russischen Autors Jurij Klavdiev (* 1974). Gemeinsam mit Roman Lebsky übersetzte sie weitere Stücke des Autors: Das langsame Schwert und das Kinderstück Schweinchen und Fischlein.
2008 schrieb sie für das Münchner Akademietheater eine Dramatisierung des Romans Stadt der Blinden von Jose Saramago, die von Moritz Schönecker zur Wiedereröffnung der Reaktorhalle des Prinzregententheaters uraufgeführt wurde. Gemeinsam mit Darja Stocker produzierte sie 2011 in Weimar und Leipzig Reicht es nicht zu sagen ich will leben, das Stück wurde 2012 zu den Mülheimer Theatertagen eingeladen. 2012 entwickelte sie zusammen mit Aktivisten aus Flüchtlingslagern das Performancestück My heart will go on im Theaterhaus Jena.

## Werke
- Heimlich bestialisch – I can wait to love in heaven. Uraufführung am 23. Februar 2008 am Landestheater Tübingen
- Ernte / Arbeit. Uraufführung am 18. Mai 2008 während des Autorenfestivals Ohne alles 2 für dramatische Miniaturen am Schauspielhaus Bochum
- Deutschland hat kein Geld. Uraufführung am 27. Juni 2010 während des Autorenfestivals Ohne alles 3
- Ernte (mit Texten von Lena Müller) Uraufführung am 19. Dezember 2010 im Maxim Gorki Theater Berlin. Regie: Dominic Friedel
- Reicht es nicht zu sagen ich will leben (Gemeinsam mit Darja Stocker). Uraufführung am 30. Juni 2011. Eine Koproduktion des Deutschen Nationaltheaters Weimar mit dem Schauspiel Leipzig. Regie: Nora Schlocker
- My heart will go on. Performance und Entwicklung in Zusammenarbeit mit Darstellern aus Flüchtlingslagern und Aktivisten. Uraufführung am 29. März 2012 im Theaterhaus Jena. Regie: Moritz Schönecker

## Auszeichnung
- 2007: Kleist-Förderpreis für junge Dramatiker für „Heimlich bestialisch“
- 2010: Auszeichnung beim Berliner Theatertreffen für „Ernte“